# Litoria microbelos
A Litoria microbelos a kétéltűek (Amphibia) osztályának békák (Anura) rendjébe, a Pelodryadidae családba, azon belül a Pelodryadinae alcsaládba tartozó faj.

## Előfordulása
A faj Ausztrália endemikus faja. Természetes élőhelye a szubtrópusi vagy trópusi száraz síkvidéki rétek, mocsarak, időszaki mocsarak.